# Saint-Symphorien (Deux-Sèvres)
Saint-Symphorien és un municipi francès situat al departament de Deux-Sèvres i a la regió de la Nova Aquitània. L'any 2007 tenia 1.752 habitants.

## Demografia

### Població
El 2007 la població de fet de Saint-Symphorien era de 1.752 persones. Hi havia 684 famílies de les quals 134 eren unipersonals (51 homes vivint sols i 83 dones vivint soles), 291 parelles sense fills, 228 parelles amb fills i 31 famílies monoparentals amb fills.
La població ha evolucionat segons el següent gràfic:
Habitants censats

### Habitatges
El 2007 hi havia 738 habitatges, 706 eren l'habitatge principal de la família, 14 eren segones residències i 18 estaven desocupats. 721 eren cases i 12 eren apartaments. Dels 706 habitatges principals, 577 estaven ocupats pels seus propietaris, 119 estaven llogats i ocupats pels llogaters i 10 estaven cedits a títol gratuït; 3 tenien una cambra, 18 en tenien dues, 62 en tenien tres, 167 en tenien quatre i 456 en tenien cinc o més. 579 habitatges disposaven pel capbaix d'una plaça de pàrquing. A 240 habitatges hi havia un automòbil i a 440 n'hi havia dos o més.

### Piràmide de població
La piràmide de població per edats i sexe el 2009 era:
| Homes | Edats   | Dones |
| ----- | ------- | ----- |
| 0     | 95 o +  | 0     |
| 4     | 90 a 94 | 4     |
| 4     | 85 a 89 | 4     |
| 20    | 80 a 84 | 12    |
| 4     | 75 a 79 | 8     |
| 12    | 70 a 74 | 24    |
| 36    | 65 a 69 | 32    |
| 56    | 60 a 64 | 36    |
| 48    | 55 a 59 | 56    |
| 80    | 50 a 54 | 64    |
| 88    | 45 a 49 | 76    |
| 60    | 40 a 44 | 84    |
| 56    | 35 a 39 | 56    |
| 32    | 30 a 34 | 52    |
| 44    | 25 a 29 | 20    |
| 44    | 20 a 24 | 40    |
| 76    | 15 a 19 | 40    |
| 56    | 10 a 14 | 48    |
| 20    | 5 a 9   | 44    |
| 32    | 0 a 4   | 32    |

## Economia
El 2007 la població en edat de treballar era de 1.163 persones, 906 eren actives i 257 eren inactives. De les 906 persones actives 870 estaven ocupades (462 homes i 408 dones) i 36 estaven aturades (14 homes i 22 dones). De les 257 persones inactives 152 estaven jubilades, 63 estaven estudiant i 42 estaven classificades com a «altres inactius».

### Ingressos
El 2009 a Saint-Symphorien hi havia 724 unitats fiscals que integraven 1.832,5 persones, la mediana anual d'ingressos fiscals per persona era de 21.594 €.

### Activitats econòmiques
Dels 54 establiments que hi havia el 2007, 1 era d'una empresa alimentària, 2 d'empreses de fabricació d'altres productes industrials, 9 d'empreses de construcció, 11 d'empreses de comerç i reparació d'automòbils, 2 d'empreses de transport, 4 d'empreses d'hostatgeria i restauració, 1 d'una empresa d'informació i comunicació, 4 d'empreses financeres, 4 d'empreses immobiliàries, 8 d'empreses de serveis, 4 d'entitats de l'administració pública i 4 d'empreses classificades com a «altres activitats de serveis».
Dels 13 establiments de servei als particulars que hi havia el 2009, 1 era una oficina de correu, 1 taller de reparació d'automòbils i de material agrícola, 3 paletes, 1 guixaire pintor, 1 fusteria, 2 electricistes, 2 perruqueries i 2 restaurants.
Dels 2 establiments comercials que hi havia el 2009, 1 era una fleca i 1 una botiga d'equipament de la llar.
L'any 2000 a Saint-Symphorien hi havia 35 explotacions agrícoles que ocupaven un total de 2.299 hectàrees.

## Equipaments sanitaris i escolars
L'únic equipament sanitari que hi havia el 2009 era una farmàcia.
El 2009 hi havia 1 escola maternal i 1 escola elemental.

## Poblacions més properes
El següent diagrama mostra les poblacions més properes.